# عايدة مادي ديالو
عايدة مادي ديالو (بالفرنسية: Aïda Mady Diallo)‏ هي روائية ومُخرجة مالية الأصل فرنسية المولد. ألفت العديد من الروايات أبرزُها رواية كوتي، ذاكرة الدم (بالفرنسية: Kouty، Mémoire de sang)‏ التي ألفتها سنة 2002.

## حياتها وأعمالها
بعد أن قضت طفولتها في فرنسا وحصولها على شهادة جامعية في أوزبكستان، انتقلت عايدة مادي ديالو إلى بلدها الأُم مالي.
تحكي روايتها كوتي، ذاكرة الدم (بالفرنسية: Kouty، Mémoire de sang)‏، قصة فتاة صغيرة في الثمانينيات من القرن الماضي تعيش في مدينة غاو، والتي تتعرض عائلتها لمجزرة على يد قتلة. وفي مقابلة مع مجلة باماكو للثقافة، وصفت ديالو الرواية بأنها «دعوة للتسامح والصفح». وصف الناقد بيم هيغينسون الرواية بأنها تكييف لمجازات رواية الجريمة والرواية الرومانسية من أجل انتقاد افتتان القُراء الغربيين بالعنف في أفريقيا.
رُشح فيلم ديالو التلفزيوني الذي يحمل عُنوان «كريم ودوسو»، والذي يتناول قصة زواج مالي معاصر، لنيل جائزة مهرجان واغادوغو للسينما والتلفزيون الأفريقي في دورة 2011.

## منشوراتها
- كوتي، ذاكرة الدم. باريس: غاليمارد، 2002 (ردمك 2-07-042251-8).
- عايدة مادي ديالو. سلسلة دفاتر الخلق (بالفرنسية: Les Carnets de la Creation)‏. مونتروي، باريس: l'Oeil ، 2003. (ردمك 978-2912415493).